# Wærn (adelsätt)
Wærn är en svensk adlig släkt, som är utgrenad ur den ofrälse släkten Wærn. Adelskapet är givet enligt § 37 i Regeringsformen 1809, varför endast huvudmannen är adlig.
Släkten Wærn har  sitt ursprung från Ebeltoft i Danmark. Äldste kände stamfader är Rasmus Wærn (nämnd 1596). Efter att släkten överflyttat till Aarhus, inkom man 1767 till Sverige med köpmannen och brukspatronen på Billingsfors bruk i Steneby socken i Dalsland, Mathias Wærn (1725-1788). Dennes sonson var bruksdisponenten för Uddeholms bolag, statsrådet och landshövdingen i Skaraborgs län, Jonas Wærn. Han adlades - jämlikt 37 § 1809 års regeringsform, innebärande att endast huvudmannen innehar adlig värdighet - 22 juni 1857 av Oscar II på Stockholms slott med bibehållet namn, och introducerades 5 november samma år på Riddarhuset med ättenummer 2326. Från hans syskon och kusiner härstammar den rikt utgrenade icke-adliga Wærnsläkten.